# Intohimo
Intohimo est un groupe suédois de post-hardcore et de screamo, originaire de Jönköping, au sud-ouest de Stockholm.

## Historique
Ils commencent la musique à l'été 2004 alors qu'ils n'avaient qu'entre 15 et 17 ans. Sur le coup cette formation scandinave pense que faire des concerts localement pouvait être amusant. Leur style s'oriente tout de suite vers le punk hardcore-screamo et l'emo. Le choix s'est alors fait naturellement quant à l'orientation musicale du groupe. 
Ils débutent avec six membres, Joakim Bergqvist et Jesper Sandberg à la guitare, Jakob Sandgren à la basse, Simon Bohm sur les tambours et les percussions puis Johan Lindblom ainsi que Love Hempel au chant. Hempel ayant quitté le groupe au cours de l'été 2007. Intohimo effectue les concerts partout où ils le peuvent. Le groupe est alors peu à peu révélé grâce à ça. À la suite de leur prix « meilleur groupe indépendant » au début de l'année 2006,, leurs concerts se font au travers de la Suède et le public s'agrandit. Peu à peu, les influences hardcore se font moins ressentir jusqu'à sa disparition sur l'album  Failures, Failures, Failures and Hope, laissant ainsi place à de l'emo/screamo aux influences rock, le groupe se refusant pourtant de se catégoriser comme groupe de screamo.
En 2007, le groupe signe au label Pritty Dirty Promotions et y publie Failures, Failures, Failures and Hope. Toujours en 2007, le groupe teste toutes ou presque les salles de Scandinavie. C'est en 2008 que le groupe commence à être connu un peu plus à l'étranger, notamment grâce à une tournée effectuée en Allemagne et en Belgique en avril. Une réponse énorme de la part du public se fait ressentir, des milliers de fans supplémentaires en une tournée. Joakim et sa bande peuvent désormais entreprendre un grand Eurotour en juillet/août de la même année à travers six pays européens. À la fin de l'été, Intohimo signe un contrat avec le label The Unit Music Company, et commence à travailler avec Simon Grenehed de Blindside. Au cours de l'automne, ils se lancent donc dans l'écriture de leur deuxième opus Us, the Hollows, le ton du rock est accentué avec cependant un retour remarqué dans les rangs du screamo, plus dominant que lors du premier album, les influences emo quant à elles moins visibles mais toujours présentes. L'album est publié le 15 mai 2009, et est suivi par bon nombre de dates à travers la Scandinavie lors de l'été 2009, et un second Eurotour est envisagé pour l'automne/hiver 2009.
En 2010, ils participent à plusieurs festivals comme le Siesta Festival, Peacedog Festival, Dreamhack, et Rock Without Limits. En mars 2011, le groupe tourne aux États-Unis, notamment au SXSW d'Austin, au Texas,. Le 4 juin 2013, le groupe annonce sur Facebook sa séparation officielle.

## Discographie

### Albums studio
- 2007 : Failures, Failures, Failures and Hope
- 2009 : Us; The Hollows
- 2012 : Northern Lights

### Démos et EP
- 2004 : In the Deepest of Mind (démo)
- 2005 : PastPresentAndNeverAgain (démo)
- 2012 : Winter Sun (EP)